# Eleccions legislatives neerlandeses de 1963
Les eleccions legislatives neerlandeses de 1963 se celebraren el 15 de febrer de 1963, per a renovar els 150 membres de la Tweede Kamer. Es formà un govern de coalició entre el Partit Popular Catòlic, el Partit Antirevolucionari i la Unió Cristiana Històrica presidit per Victor Marijnen, però va dimitir el 1965 i fou substituït per Jo Cals, qui el 1966 deixà pas a Jelle Zijlstra.

## Resultats
| ← Eleccions legislatives neerlandeses, 1963 → |                                                       |           |      |        |  |
| Partit                                        | Partit                                                | Vots      | %    | Escons |  |
|                                               | Partit Popular Catòlic (KVP)                          | 1.995.352 | 31,9 | 50     |  |
|                                               | Partit del Treball (PvdA)                             | 1.753.084 | 28,0 | 43     |  |
|                                               | Partit Popular per la Llibertat i la Democràcia (VVD) | 643.839   | 10,3 | 16     |  |
|                                               | Partit Antirevolucionari (ARP)                        | 545.836   | 8,7  | 13     |  |
|                                               | Unió Cristiana Històrica (CHU)                        | 536.801   | 8,6  | 13     |  |
|                                               | Partit Socialista Pacifista (PSP)                     | 189.373   | 3,0  | 4      |  |
|                                               | Partit Comunista dels Països Baixos (KPN)             | 173.325   | 2,8  | 4      |  |
|                                               | Partit Polític Reformat (SGP)                         | 143.818   | 2,3  | 3      |  |
|                                               | Boerenpartij (BP)                                     | 133.231   | 2,1  | 3      |  |
|                                               | Unió Política Reformada (GPV)                         | 46.324    | 0,7  | 1      |  |
| Total                                         | Total                                                 | 6.419.964 | 95,1 | 150    |  |
|                                               |                                                       |           |      |        |  |